# 臺北市立復興高級中學
臺北市立復興高級中學是一所位於臺灣臺北市北投區的高級中學，創立於1953年，當時為省辦之「臺灣省立復興中學」，為中華民國政府在台創設之第一所中學，兼有高中部和初中部之完全中學，第一屆共招收高中3班、初中5班。1968年因陽明山管理局北投鎮歸入台北市，該校改隸臺北市政府，改名為「臺北市立復興中學」。1970年停辦初中部後，改制為「臺北市立復興高級中學」。
自1997年起，除招收各年級15班普通班外，配合市政府建立藝術高中之政策，開始招收藝術才能班（美術、音樂、戲劇、舞蹈）及體育班各一班，成為該校特色之一。2008年獲准成立「人文史地教育實驗班」，並開始招生。以及近年成立的英語資優班、數學資優班、數位藝術設計班、財經法律班等特殊班。於1999年與日本沖繩縣宮古高等學校締結為姊妹校，並長期進行寄宿學生交流活動。2017年與韓國釜一外國語高等學校締結為姐妹校。

## 大事紀
1953年，陳永康先生奉派為籌備處主任，學校定名為「臺灣省立復興中學」。1966年7月改隸更名為「臺北市立復興中學」。1970年7月初中部結束，該校開始參加北區高中聯招。8月更名為「臺北市立復興高級中學」。1991年，教育部指定為高中圖書館示範發展十大學校之一；實施補救教學。1992年，該校主編之鄉土教材「說我家鄉」出版，獲教育部指定為十六所人文及社會科重點發展學校之一，以及為當年臺北市十大環保學校。2000年：因應多元入學方案，高一開設生涯規劃課程。2001年：與惇敘工商職業學校、華岡藝術學校、稻江商業職業學校、泰北高中、十信高中及啟聰學校等七所學校共組大屯學園。
2002年，創校50周年，「復興高中校友會」正式成立。2012年，承辦台灣北區101學年度學生音樂比賽及音樂比賽頒獎典禮。承辦教育部軍訓室軍官授階典禮，20屆校友蔣偉寧部長蒞校授階。2月承辦臺灣北區102學年度高級中等學校美術班（科）聯合術科測驗，5月18日舉行60週年校慶。7月校內師生代表中華民國參加第30屆中星文化交流。
2013年，7月6-13日，由方淑芬校長及谷方會長率領師生赴日本沖繩縣宮古高等學校進行Home Stay交流。2014年，「臺北考區104年國中教育會考」主委學校，10月6日由教育局長官馮清皇副局長主持揭牌儀式。
2014年11月24-25兩天，新加坡南洋女子中學校與本校美術班學生交流，並為浩然敬老院牆面彩繪。校長方淑芬11月底出訪韓國大邱協成教育集團簽訂交流協約書。12月11日，位於靜岡縣常葉學園橘高等學校學生42人帶隊師長4人，與本校進行半天的交流學習。12月22日馬來西亞沙巴崇正中學舞蹈團與舞蹈班進行參訪交流。27日廣州市美術中學教師一行與本校美術老師進行教學參訪與交流。
2015年3月10-14日，由李明哲老師帶領赴香港參加「亞洲學生戲劇演」。4月24日，廣西藝術學院附屬藝術學校則與音樂班學生進行音樂交流。5月22日，廣西北海市教育局副局長，帶領第一中學等校師生與音樂班進行音樂交流。5月24-28日，方淑芬校長率領師長出國參訪上海進才中學、育才中學、杭州師範大學附屬中學等校。5月24-31日，美術班一年級學生由簡俊成主任帶領赴新加坡進行8天移地教學藝術參訪交流。6月7-12日姐妹校日本宮古高校由校長本村博之，帶領師長4人及學生9人來訪，進行6天Home Stay交流。6月30日，香港李兆基中學師生與本校美術班學生進行美術課程參訪交流。8月方淑芬校長調任萬芳高中，由鄭雅芬女士接任第十任校長。
2019年，劉桂光先生接任第十一任校長，鄭雅芬女士轉任教育部，後接任吉隆坡台灣學校校長。
2023年，劉桂光校長退休，原遴選出之接任校長於交接前夕稱健康因素無法就任，由教務主任蔡明勳代理校長。
2024年，蔡明勳先生接任第十二任校長。

## 歷任校長
- 第一任：陳永康，1953年4月－1963年7月
- 第二任：王果正，1963年8月－1973年7月
- 第三任：周封岐，1973年8月－1978年7月
- 第四任：王祥鑑，1978年8月－1989年7月
- 第五任：鄭美俐，1989年8月－1995年7月
- 第六任：陳必讀，1995年8月－1998年7月
- 第七任：陳萬富，1998年8月－2005年7月
- 第八任：呂豐謀，2005年8月－2011年7月
- 第九任：方淑芬，2011年8月－2015年7月
- 第十任：鄭雅芬，2015年8月－2019年7月
- 第十一任：劉桂光，2019年8月－2023年7月
- 2023年8月-2024年7月 原遴選之校長未就任，代理校長蔡明勳[3][2][4]
- 第十二任：蔡明勳 ，2024年8月-

## 學生團體
復興高中目前有三種獨立自治組織：班聯會、各社團、學生議會

### 班聯會
復興高中班聯會對校方代表全體學生，主要業務為保障與爭取學生基本權益，並協助辦理各項學生活動，如校慶、畢典、敬師、敬軍、舞會活動等。
- 班聯會下設有正副主席、主席秘書、文書組、美宣組、活動組、公關組、總務組、社權組、學權組等部門

### 社團
復興高中一共有41種現存社團，為新生先線上選擇10個社團排序，之後採電腦隨機選社制，各社團除上有師長負責管理社團秩序、給予建議外，管轄權由各社長負責，社團係屬獨立性質。
- 服務性社團:

慈幼社
- 音樂性社團:

嘻哈研究社、合唱團、管樂社、熱音社、流行音樂社、藍調爵士樂社
- 體育性社團:

柔道社、國術社、桌球社、籃球社、排球社、羽球社、棒球社
- 綜合性社團:

山城康輔社、山鬼話劇社、手語社、熱舞社、吞食天地社、韓國文化研究社
- 技藝性社團:

書法社
- 學術性社團:

棋藝社、日語研習社、電腦研習社、復中大傳社、演辯社、漫研社、機械動力研習社、電影欣賞社（A、B兩社）、天文社、資訊傳播社、流行文化研究社、動物保護社、自主學習社、橋藝社、歐羅巴研習社、桌遊社、麥塊研究社

### 學生議會
- 社長大會：依據校規選出社權長，並可通過提案，校方只能使社長大會複決一次，如複決通過，則維持原決議。
- 班代大會：依據校規選出學權長，並可通過提案，校方只能使班代大會複決一次，如複決通過，則維持原決議。

## 姊妹校
- 日本沖繩縣宮古高等學校（1999年）
- 釜山廣域市釜一外國語高等學校（朝鲜语：부일외국어고등학교）（2017年）

## 外部連結
- 復興高中網站 （页面存档备份，存于）
- 台北市立復興高級中學Facebook